# Dinastia premíslida
As terras da República Checa emergiram nos fins do século IX quando foram unificadas pelos premíslidas (Přemyslovci em checo). O reino da Boémia foi uma potência regional com significado, mas conflitos religiosos como as Guerras Hussitas do século XV e a Guerra dos Trinta Anos do século XVII foram devastadoras. Mais tarde, a Boémia caiu sob influência dos Habsburgos e passou a fazer parte da Áustria-Hungria.

## História
Primeira dinastia boêmia (checa), a família subiu ao poder no século X. Borzivógio I (851–888), primeiro duque da Boêmia, conseguiu a independência da Boêmia que estava antes sob o reinado da Grande Morávia. Ele é assim considerado o primeiro governante checo da história e que acabou se convertendo ao cristianismo. Seu sucessor, Espitigneu I é conhecido por ter se aproximado politicamente da Baviera e por ter começado a construção do Castelo de Praga. Seu sucessor foi seu irmão, Vratislau I que tinha dois filhos, Venceslau I e Boleslau I, que acabaram posteriormente se tornando duques da Boêmia.
Venceslau I que construiu a primeira Catedral de São Vito, foi morto pelo próprio irmão e depois canonizado como São Venceslau, e hoje em dia é o patrono da República Checa. Após o assassinato do irmão, Boleslau I assumiu o poder e expandiu-o pela Morávia e Silésia. Boleslau II criou a arquidiocese de Praga em 973 e manteve boas relações com os reis alemães apoiando Otão II na sua guerra civil. Boleslau III sucedido por Vladivoi, é considerado um dos piores duques da Boêmia. 

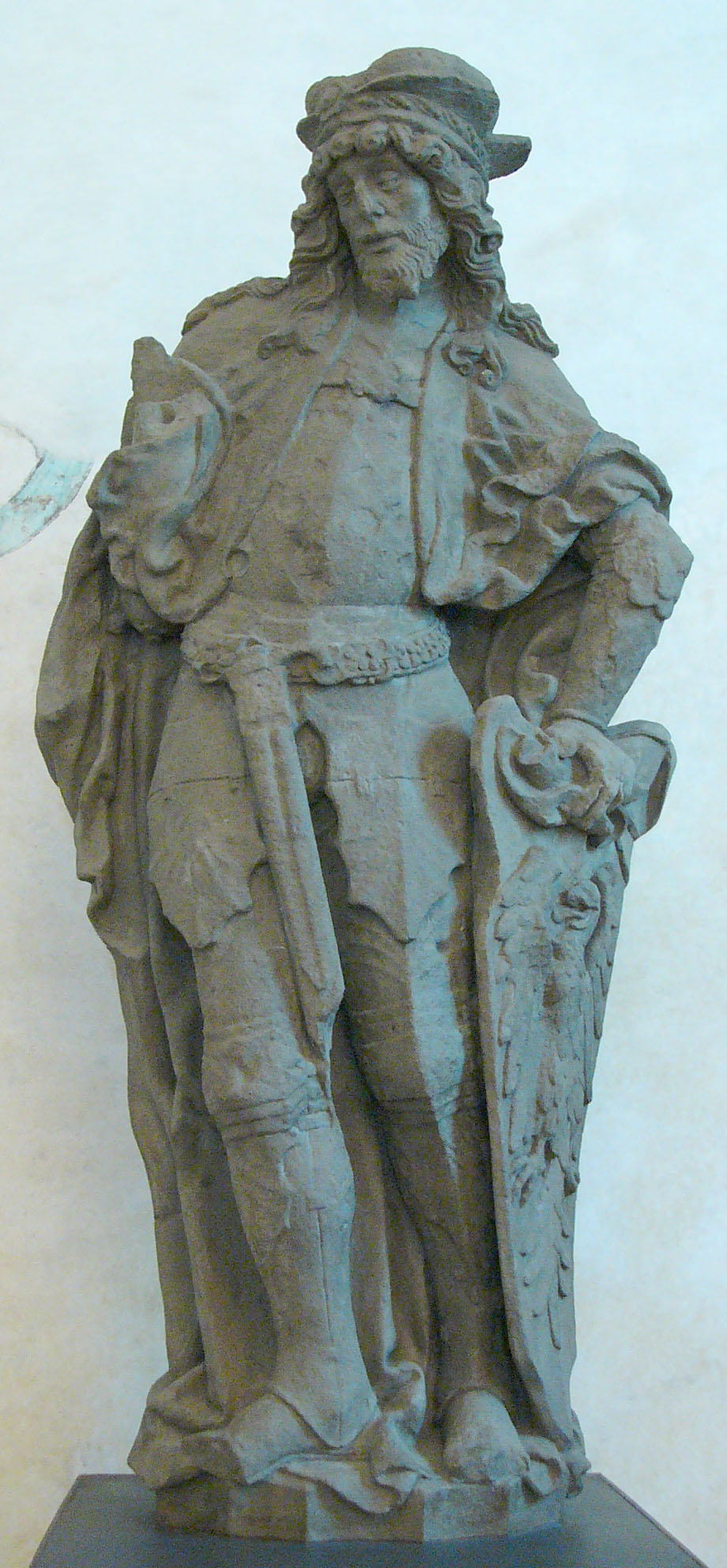
Venceslau I, duque da Boêmia que se tornou santo e patrono da República Checa.

Boleslau IV, rei polonês onde era chamado de Boneslau I, conquistou a Boêmia em 1003 e se auto proclamou Duque da Boêmia. Jaromir, segundo filho de Boleslau II, reconquistou Praga e o Reino da Boêmia em 1004 com o apoio alemão e se auto-proclamou duque. Em 1012, Jaromir foi destronado por Oldrique e obrigado a se exilar mas retornou ao poder em 1033. Em 1034, Jaromir morreu e Oldrique assumiu o poder novamente. Com a morte de Oldrique em 1035, seu filho Bretislau I substituiu. Ele é conhecido como o Aquiles da Boêmia, sequestrou sua futura esposa, filha de um magnata da Baviera, e conquistou a Morávia e parte da Silésia; foi substituído por Espitigneu II em 1055. 
Vratislau II, sucessor de Espitigneu II, é considerado o primeiro rei da Boêmia; seu título real foi dado pelo Sacro Império Romano em 1085, mas não era um título hereditário. Antes de se tornar rei, Vratislau II governou a Boêmia como duque, cargo que ocupo só por oito meses. Seu filho, Conrado I, ascendeu ao poder somente como duque, em 1092. Bretislau II expulsou os eslavos do monastério de Sázava em 1097 e morreu assassinado em 1100. Após a sucessão de vários duques, Ladislau II, duque da Boêmia desde 1140, tornou-se o segundo rei Premislide em 1158, abdicando em 1172 quando novos duques novamente o sucederam. Em 1192, o novo rei Otacar I teve seu título reconhecido pelo Sacro Império Romano. Em 1200, tanto o Sacro Império quanto o papa Inocêncio III reconheceram o título de rei da Boêmia como hereditário.
O sucessor de Otacar I foi Venceslau I; em 1241 ele conseguiu reprimir a invasão de 20 000 mongóis, sob Batu Khan, embora não tenha conseguido impedir a Morávia de ser devastada. Em 1248 Venceslau I sofreu com uma rebelião comandada por seu próprio filho, Otacar.

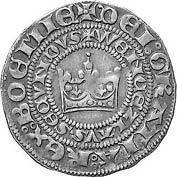
Moeda de Praga, cunhada pelo rei Venceslau II.

O filho de Venceslau I só subiu ao trono depois da morte do pai com o nome de Otacar II. O rei Otacar II é considerado por muitos como um dos maiores reis da República Checa junto com Carlos VI. Fundou várias cidades, não só na Boêmia, Morávia e Silésia, mas também na Áustria e Estíria, e incorporou muitos assentamentos existentes. Era um grande partidário do comércio, da lei e da ordem. Além disto, instituiu políticas de imigração abertas, através das quais, imigrantes de língua alemã se assentaram nas principais cidades de seus domínios. É uma figura famosa na história checa e nas lendas folclóricas. Na Divina Comédia de Dante Alighieri, Otacar é visto fora das portas do purgatório, em companhia de seu rival imperial Rodolfo I. 
Com a morte de Otacar II, seu filho Venceslau II assumiu o trono em 1278. Em 1298 foi descoberta uma mina de prata na cidade de Kutná Hora, Venceslau II tomou o controle dela fazendo sua produção de monopólio real e criou uma moeda de Praga (em checo Pražský groš, algo como o "grosso de Praga" em português).
Venceslau III subiu ao trono em 1305. Venceslau III havia se tornado rei da Hungria em 1301 mas renunciou ao trono quando seu pai, Venceslau II morreu ficando só com o trono da Boêmia. Foi o último governante da Dinastia premíslida.

## Duques
| Duques da Boêmia     |                                      |               |                                                                                   |
| Dinastia premíslidas |                                      |               |                                                                                   |
| Imagem               | Nome                                 | Data          | Notas                                                                             |
|                      | Borzivógio I                         | c.870–888/889 |                                                                                   |
|                      | Espitigneu I                         | 894–915       | Filho de Borzivógio I.                                                            |
|                      | Vratislau I                          | 915–921       | Irmão de Espitigneu I.                                                            |
|                      | Venceslau I                          | 921–935       | Filho de Vratislau I; conhecido como São Venceslau Em checo é chamado de Vaclau   |
|                      | Boleslau I (Boleslau, o Cruel)       | 935–972       | Irmão de Venceslau I                                                              |
|                      | Boleslau II (Boleslau II, o Piedoso) | 972–999       | Filho de Boleslau I                                                               |
|                      | Boleslau III                         | 999–1002      | Filho de Boleslau II.                                                             |
|                      | Vladivoi                             | 1002–1003     |                                                                                   |
|                      | Boleslau III                         | 1003          | Segunda vez                                                                       |
|                      | Boleslau, o Bravo                    | 1003–1004     | Irmão de Vladivoi, rei da Polônia (como Boleslau I)                               |
| Jaromir              | Jaromir                              | 1004–1012     | Irmão de Boleslau III.                                                            |
|                      | Oldrique                             | 1012–1033     | Irmão de Jaromir                                                                  |
|                      | Jaromir                              | 1033–1034     | Segunda vez                                                                       |
|                      | Oldrique                             | 1034          | Segunda vez                                                                       |
|                      | Bretislau I                          | 1034–1055     | Filho de Oldrique.                                                                |
|                      | Espitigneu II                        | 1055–1061     | Filho de Bretislau I                                                              |
|                      | Vratislau II                         | 1061–1092     | Irmão de Espitigneu II. Rei 1085–1092 como Vratislau I.                           |
|                      | Conrado I ou Conrado de Brno         | 1092          | Irmão de Vratislau II.                                                            |
|                      | Bretislau II                         | 1092–1100     | Sobrinho de Conrado I, filho de Vratislau II.                                     |
|                      | Borzivógio II                        | 1101–1107     | Irmão de Bretislau II                                                             |
|                      | Svatopluk                            | 1107–1109     | Primo de Borzivógio II                                                            |
|                      | Ladislau I                           | 1109–1117     | Irmão de Borzivógio II                                                            |
|                      | Borzivógio II                        | 1117–1120     | Segunda vez                                                                       |
|                      | Ladislau I                           | 1120–1125     | Segunda vez                                                                       |
|                      | Sobeslau I                           | 1125–1140     | Irmão de Ladislau I                                                               |
|                      | Ladislau II                          | 1140–1172     | Sobrinho de Sobeslau I, filho do Duque Ladislau I. Rei 1158–1172 como Ladislau I. |
|                      | Frederico                            | 1172–1173     | Filho de Vladislau II.                                                            |
|                      | Sobeslau II                          | 1173–1178     | Filho de Sobeslau I                                                               |
|                      | Frederico                            | 1178–1189     | Segunda vez                                                                       |
|                      | Conrado II                           | 1189–1191     | Descendente de Conrado I                                                          |
|                      | Venceslau II                         | 1191–1192     | Irmão de Sobeslau II.                                                             |
|                      | Otacar I                             | 1192–1193     | Filho de Ladislau II.                                                             |
|                      | Henrique Bretislau                   | 1193–1197     | Primo de Otacar                                                                   |
|                      | Ladislau III Henrique                | 1197          | Irmão de Otacar                                                                   |
|                      | Otacar I                             | 1197–1198     | Segunda vez. Em 1198 tornou-se rei com direitos hereditários.                     |

## Reis
| Reis da Boêmia      |               |           |                                                                                 |
| Dinastia Premislide |               |           |                                                                                 |
| Imagem              | Nome          | Data      | Notas                                                                           |
|                     | Otacar I      | 1198–1230 |                                                                                 |
|                     | Venceslau I   | 1230–1253 | Filho de Otacar I                                                               |
|                     | Otacar II     | 1253–1278 | Filho de Venceslau I. Também duque da Áustria, Duque da Caríntia e da Carniola. |
|                     | Venceslau II  | 1278–1305 | Filho de Otacar II. Também rei da Polônia (1300–1305) como Wacław II.           |
|                     | Venceslau III | 1305–1306 | Filho de Venceslau II. Também Rei da Hungria e Polônia                          |